# 小屋平ダム
小屋平ダム（こやだいらダム）は、富山県黒部市、一級河川・黒部川水系黒部川に建設されたダム。高さ54.5メートルの重力式コンクリートダムで、関西電力の発電用ダムである。同社の水力発電所・黒部川第二発電所に送水し、最大7万2000キロワットの電力を発生する。

## 歴史
1919年（大正8年）、黒部川の豊富な水資源を活用した水力発電によりアルミニウムを生産するため東洋アルミナムが設立された。同社は1920年に黒部川の水利権を獲得し、1921年に子会社・黒部鉄道を設立。開発の足がかりとして国鉄北陸本線三日市駅（現・あいの風とやま鉄道黒部駅）から黒部川に沿って鉄道路線を敷設していき、1922年には下立駅まで伸ばされた。同年、東洋アルミナムは五大電力の一角・日本電力の傘下に収められ、それ以降黒部川の開発は日本電力の主体のもと行われていく。その第一弾として柳河原発電所の建設工事が1924年に着手され、1927年（昭和2年）に完成。これと並行して下立駅から桃原駅（のちの宇奈月駅、現：宇奈月温泉駅）およびそれ以南の工事専用鉄道路線（現：黒部峡谷鉄道本線）が敷設された。なお、東洋アルミナムは1928年に日本電力に合併している。
日本電力は柳河原発電所完成後、開発の手を上流へと伸ばし、黒部川第二発電所の建設を目指して1929年に鉄道路線を小屋平駅まで延伸した。しかし、当時は不況下にあって、同年11月には工事の一時中断を余儀なくされてしまった。ところが、1932年になると一転して景気が回復し、電力が不足する傾向となったことから、1933年6月に工事が再開された。工事を請け負ったのは大林組（ダム・取水口・沈砂池を担当）、間組（導水路トンネル上流側を担当）、鉄道工業（導水路トンネル下流側を担当）、大倉土木（現：大成建設、水槽・発電所を担当）の4社である。すでに鉄道路線が小屋平駅まで至っていたこともあって工事は順調に進み、1936年に完成。黒部川第二発電所は同年10月30日から運転を開始し、1937年6月からフル稼働に入った。日本電力は建設工事と並行して営業活動にも力を入れており、富山平野にいくつもの大工場を誘致し、電力の需要確保に努めた。
日本電力はその後も開発の手を上流へと伸ばし、1940年、小説『高熱隧道』でその難工事ぶりが伝えられている仙人谷ダムおよび黒部川第三発電所を完成させた。その間、日本政府は電気事業の国家管理下を目指して1939年に日本発送電を設立し、日本電力は同社への電力設備の出資によって電力会社としての歴史に幕を下ろした。太平洋戦争後になって日本発送電は分割・民営化され、日本電力が手がけた黒部川の発電所群は関西電力が継承した。

## 周辺
黒部川に沿って敷かれた黒部峡谷鉄道本線の小屋平駅付近に小屋平ダムがある。小屋平駅は小屋平ダムの管理に供される駅で、一般の観光客には開放されていない。駅付近に差しかかると、小屋平ダムの天端が顔をのぞかせる。当初は980メートル上流に建設する計画であったが、名勝である猿飛峡を水没させることのないよう、専門家を交えての実地調査により、現在の位置に変更された。小屋平ダムは放流設備として天端付近に2門の水門を備えている。現在はローラーゲートであるが、完成当時は重厚なローリングゲート（田原製作所製）が据え付けられていた。
小屋平ダムの下流、猫又駅付近には黒部川第二発電所があり、建物内部には3台のフランシス水車発電機が設置されている。黒部峡谷の景観との調和を図った、真っ白の4階建て鉄筋コンクリート構造の建物は、建築家の山口文象が設計したものである。彼は小屋平ダムのデザインも手がけており、のちに建設された仙人谷ダムも小屋平ダムを踏襲したデザインをしている。2003年に黒部川第二号発電所と小屋平ダムはDOCOMOMO JAPAN選定 日本におけるモダン・ムーブメントの建築に選定されている。
発電所の下流には出し平ダムがあり、黒部川第二・新黒部川第二発電所で使用した水を、下流の音沢発電所および新柳河原発電所に送水している。
関西電力は1963年に黒部ダムを完成させ、黒部川の豊富な水資源をいっそう有効活用できるようにした。これに伴う黒部川第二・第三発電所の再開発事業として、新黒部川第二・第三発電所を建設した。新黒部川第二発電所は上流の新黒部川第三発電所で発電に使用した水を直接取り入れ、最大7万4200キロワットの電力を発生するものである。黒部川第二発電所のやや上流に位置するが、発電設備は地下にあるため外観上目立った特徴は見られない。

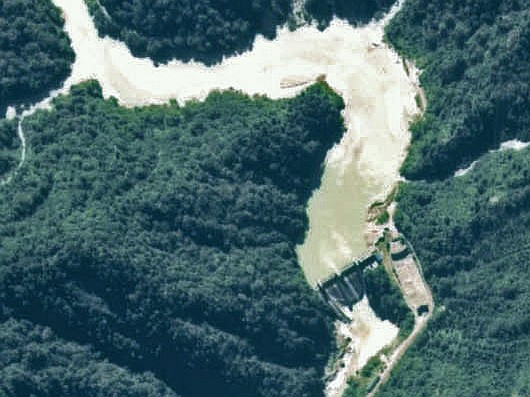
国土交通省 国土地理院 地図・空中写真閲覧サービスの空中写真を基に作成（1976年（昭和51年）度撮影）
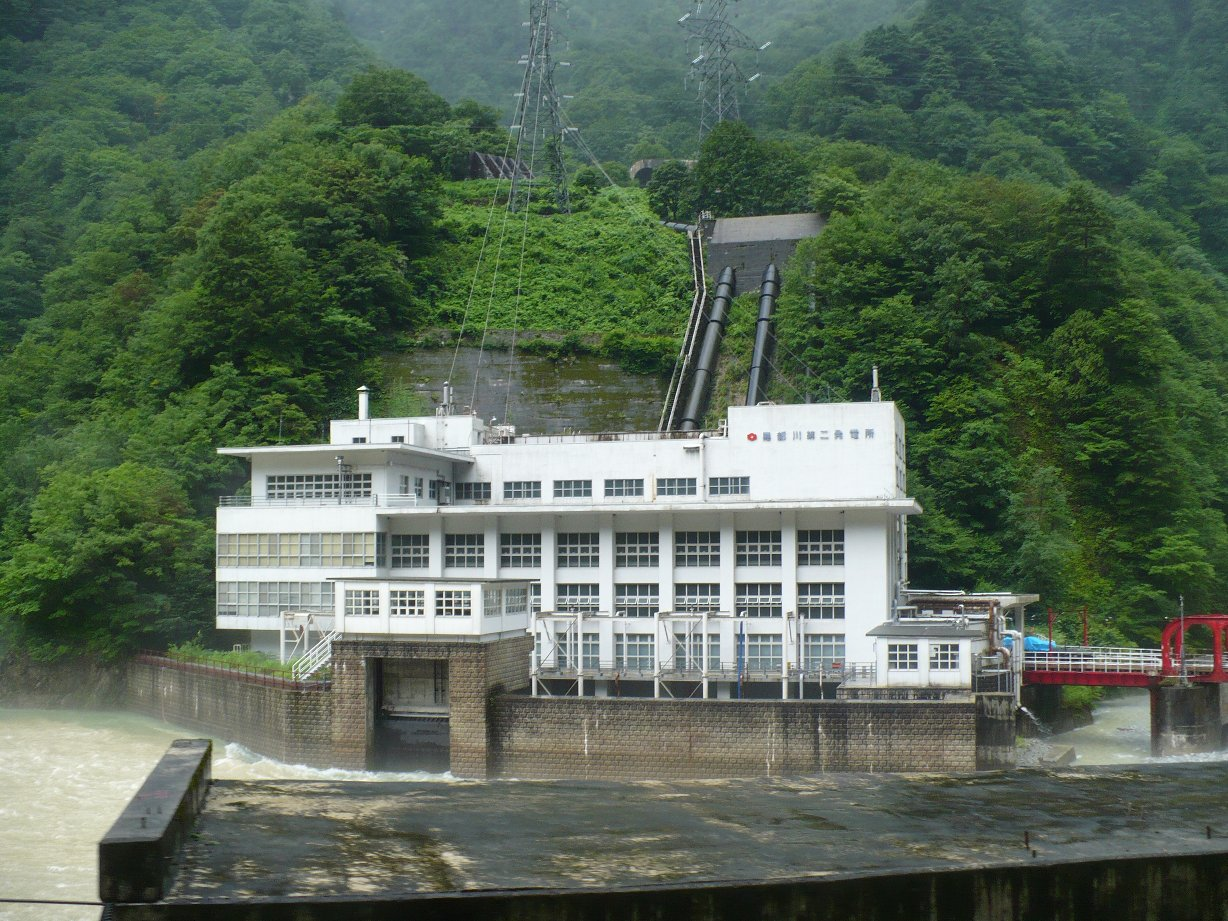
黒部川第二発電所
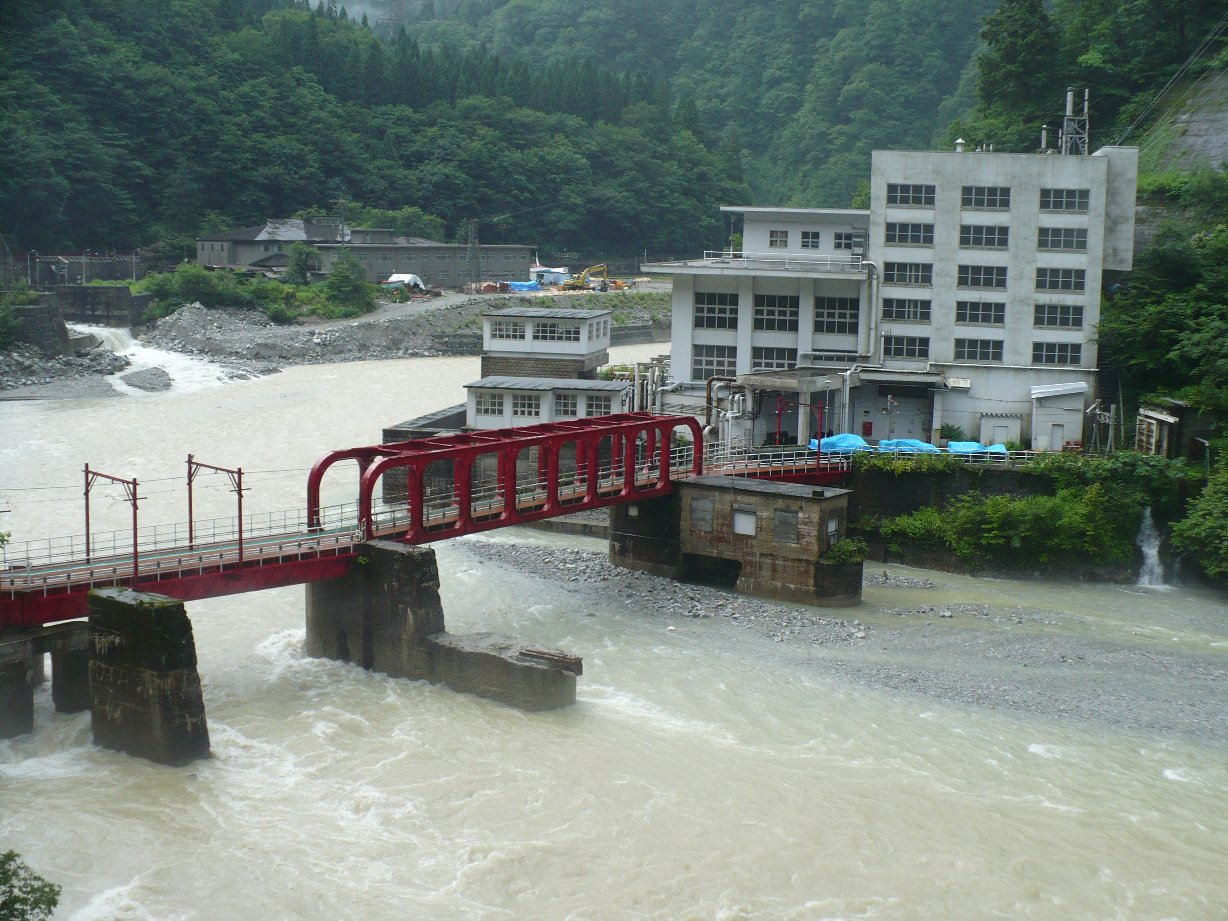
黒部川第二発電所（右）と目黒橋（左）
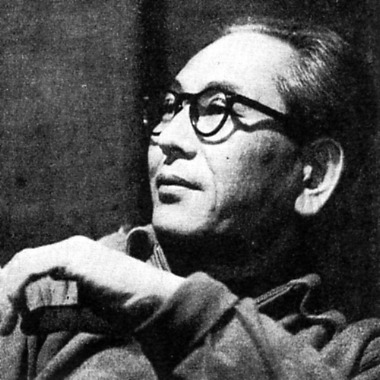
建築家・山口文象

## 諸問題
小屋平ダムでは、上流から流入する土砂がダム湖に堆積し、貯水容量を圧迫する堆砂という問題に直面している。国土交通省が2000年（平成12年）度に調査した結果、堆砂率は95.0パーセントであった。これは総貯水容量100万立方メートル以上あるダムの中で、静岡県川根本町の大井川水系寸又川に建設された千頭ダム（堆砂率97.7パーセント）に次ぐ第2位に位置している。小屋平ダム湖の容量は上流の黒部川第三発電所が発電後に放出する水を逆調整するために利用されるが、堆砂の進行によってその機能が喪失しかねない。
堆砂はダム下流の発電所にも影響を及ぼしている。黒部川第二・新黒部川第二発電所の放水口に土砂が堆積し、発電効率の低下を引き起こしていた。このため、関西電力は放水口の付け替えなどの改修工事の実施を計画している。
2003年9月27日、28日と10月2日にかけて、小屋平ダムでは洪水吐ゲートの下にあるゲート（事実上の排砂ゲート）による堆砂の放流が行われた。これは、関西電力が小屋平ダム左岸の発電所取水口の木材侵入防止柵を取り替えるために行われたものである。この結果、翌2004年7月17日から20日にかけて出し平ダムと宇奈月ダムで行われた連携排砂では、排砂量は公式発表だけでも33万m3と通常の4倍以上になり、大量の汚水や流木が富山湾に流入した。